# Chocolate-Nunatak
Der Chocolate-Nunatak ist ein isolierter Nunatak im ostantarktischen Viktorialand. In der Barker Range der Victory Mountains ragt er 5 km westsüdwestlich des Mount McCarthy auf der Ostseite des Kopfendes des Mariner-Gletschers auf.
Die neuseeländischen Geologen Bruce W. Riddolls und Graham T. Hancox benannten ihn im Zuge einer von 1966 bis 1967 dauernden Kampagne der New Zealand Geological Survey Antarctic Expedition zum Mariner-Gletscher. Namensgebend ist die rotbraune Färbung des Nunatak, die beide Forscher an Schokolade (englisch chocolate) erinnerte.